# 霍特奇尔 (艾奥瓦州)
霍特奇爾（英語：What Cheer）是一個位於美國愛荷華州基奧卡克縣的城市。

## 地理
霍特奇爾的座標為41°24′02″N 92°21′18″W / 41.40056°N 92.35500°W，而該地的平均海拔高度為239米（即784英尺）。

## 人口
根據2010年美國人口普查的數據，霍特奇爾的面積為3.21平方千米，當中陸地面積為3.16平方千米，而水域面積為0.00平方千米。當地共有人口646人，而人口密度為每平方千米201人。